# Bouricius (familie)
Bouricius is een Nederlands geslacht dat onder andere raadsheren en grietmannen voortbracht en niet verward moet worden met het Deventer patriciërsgeslacht Bouricius. Het Friese geslacht is voor zover bekend uitgestorven.

## Geschiedenis
De genealogie begint met Hans Pieters Bourix, geboren omstreeks 1517. Zijn kleinzonen Gijsbert en Hector van Bouricius zijn de eerste personen in Nederland die voorkomen met de achternaam Bouricius.

## Enkele telgen
- Jacob Bouricius (1544-1622), raadsheer aan het Hof van Friesland.
  - Gijsbert Bouricius (1585-1618), raadsheer bij het Hof van Friesland
  - Hector van Bouricius, (1593-1636), raadsheer aan het Hof van Friesland en hoogleraar aan de universiteit van Franeker
    - Eelckje van Bouricius, (1620-1682), gelegenheidsdichteres
    - Johannes van Bouricius, (1623-1671/1672), raadsheer bij het Hof van Friesland

- Jacobus van Bouricius, (1657-1673), Grietman van Aengwirden
- Johannes Crack van Bouricius, (1677-1679), Grietman van Aengwirden
- Jacobus van Bouricius, (1679-1715), Grietman van Aengwirden
- Martinus van Bouricius, (1708-1755), Grietman van Aengwirden
- Willem Hendrik Bouricius van Idema, (1828-1851), Grietman van Aengwirden